# سفیدآب (تفرش)
سفیدآب روستایی در دهستان کوه پناه بخش مرکزی شهرستان تفرش استان مرکزی ایران است.

## جمعیت
بر پایه سرشماری عمومی نفوس و مسکن در سال ۱۳۹۵ جمعیت این روستا ۸۸ نفر (۳۹خانوار) بوده‌است.